# 鹿島バイパス (佐賀県)

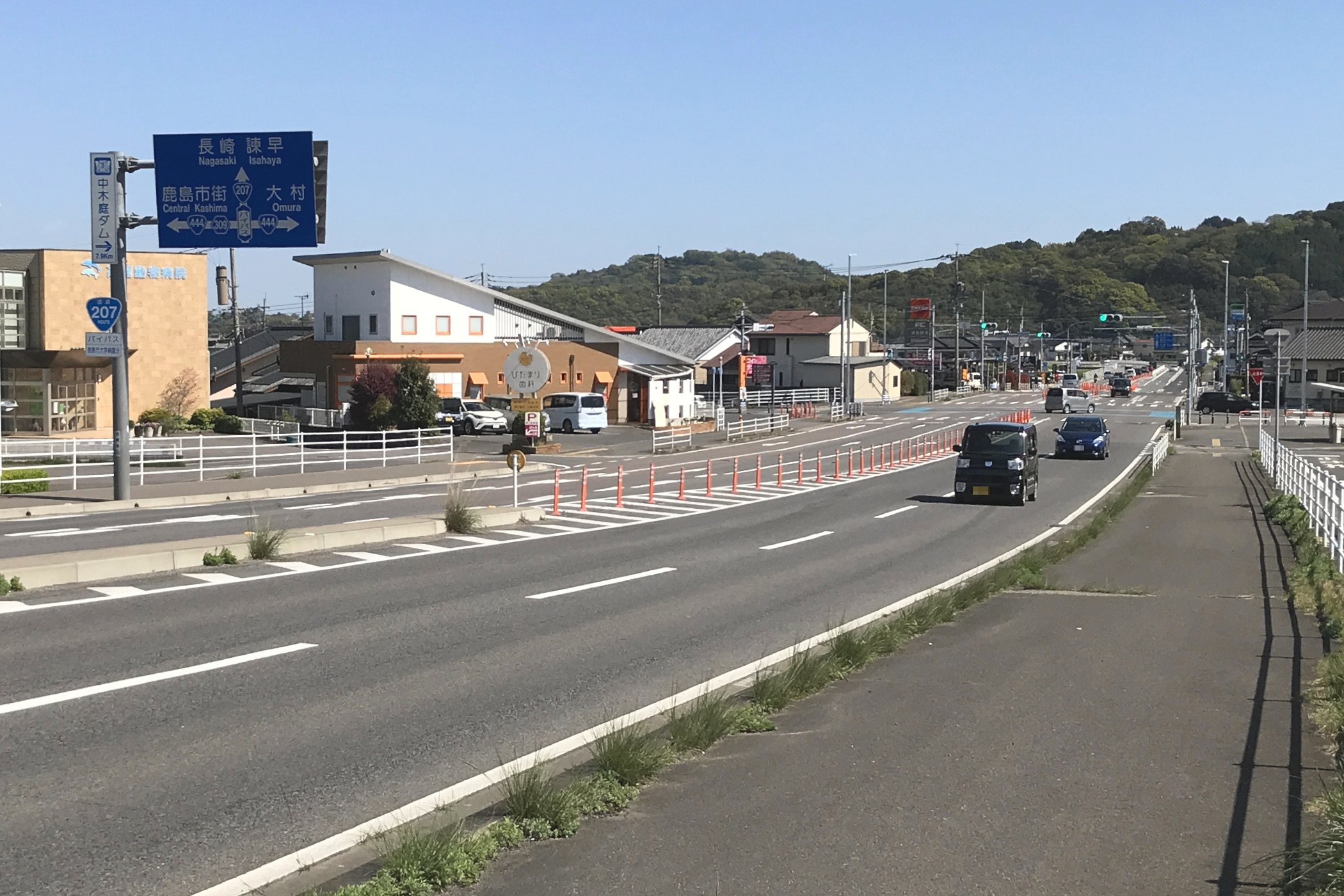
鹿島バイパス・中村バイパス 蟻尾山大橋から辻交差点・浜町方面

鹿島バイパス（かしまバイパス）は、佐賀県鹿島市を通る国道207号のバイパスである。

## 概要
辻交差点から浜新方交差点を区間とする。起点では中村バイパスと接続する。2020年（令和2年）12月27日、すべての区間で4車線化が完了し、交通事故の減少や渋滞解消につながる。

### 路線データ
- 起点：佐賀県鹿島市大字納富分（辻交差点、国道207号 中村バイパス終点、国道444号交点）
- 終点：佐賀県鹿島市新方（浜新方交差点、国道207号交点）
- 総延長
  - 9.2 km[注釈 1][1][2]
  - 3.0 km[注釈 2]

## 歴史
- 1974年（昭和49年） - 事業化[3]。
- 2003年（平成15年） - 開通[1]。
- 2020年（令和2年）12月27日 - 3.3 kmの区間の4車線化が完了[2][3]。

## 地理

### 通過する自治体
- 鹿島市

### 交差する道路
| 交差する道路                    | 交差する場所 | 交差する場所   |
| ------------------------------- | ------------ | -------------- |
| 国道207号 中村バイパス          |              |                |
| 国道444号                       | 大字納富分   | 辻交差点       |
| 佐賀県道282号奥山鹿島線         | 古枝甲       | 久保山北交差点 |
| 佐賀県道283号古枝肥前浜停車場線 | 古枝甲       | 大村方交差点   |
| 多良岳広域農道                  | 新方         | 湯の峰交差点   |
| 国道207号 バイパス終点          | 新方         | 浜新方交差点   |
| 国道207号 諫早方面              |              |                |

### 沿線
- 鹿島市立東部中学校